# Franz Xaver Nies
Franz Xaver Nies (* 11. Juni 1859 in Rehringhausen; † 1. November 1897 in Zhangjiazhuang) war Steyler Missionar.
Er trat am 7. Mai 1879 in den Orden ein und wurde am 7. Juni 1884 zum Priester geweiht. 1885 reiste er zur Mission nach China.
Mit seinem Mitbruder Richard Henle wurde Nies am 1. November 1897 in Zhangjiazhuang (Tshanyachuang) in Süd-Shandong (Südschantung) ermordet; ein dritter Missionar, Georg M. Stenz, überlebte den Anschlag. Zugeschrieben wurde die Tat dem Geheimbund der „Boxer“. Kaiser Wilhelm II. nahm dieses als Juye-Vorfall bekannt gewordene Ereignis als „lang ersehnten Grund und ‚Zwischenfall‘“ zum Anlass, die Bucht von Tsingtau von deutschen Marinesoldaten besetzen zu lassen und die deutsche Pachtkolonie Kiautschou zu etablieren.
In seinem Heimatdorf Rehringhausen wurde eine Straße nach Nies benannt.